# Płytka z Magliano

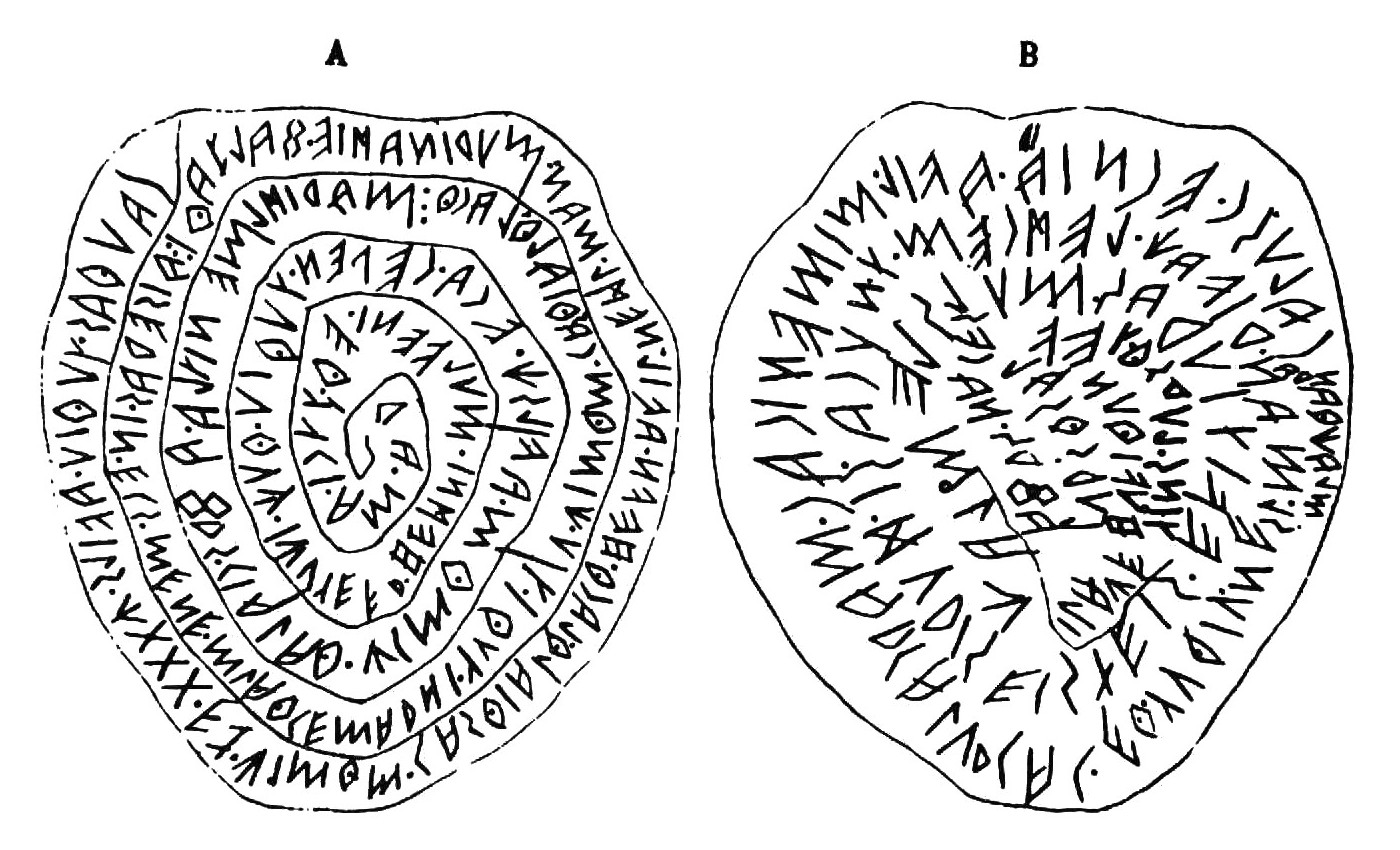
Odrys zabytku

Płytka z Magliano – odkryty w 1883 roku we włoskim Magliano in Toscana zabytek epigraficzny języka etruskiego. Obecnie znajduje się w zbiorach Narodowego Muzeum Archeologicznego we Florencji.
Jest to wykonana z ołowiu soczewkowata płytka o owalnym kształcie. Datowana jest na połowę V wieku p.n.e. Na obydwu jej stronach wyryta została inskrypcja pismem etruskim, biegnąca spiralnie od brzegów ku środkowi. Liczący około 70 słów tekst ma przypuszczalnie charakter liturgiczny. Wyróżniono w nim imiona kilku bóstw etruskich: Calus, Suri, Cautha, Maris, Thanr, Tins.